# Lissonota exilis
Lissonota exilis là một loài tò vò trong họ Ichneumonidae.